# Cardioglossa gracilis
Espèce
Statut de conservation UICN

 LC  : Préoccupation mineure
Cardioglossa gracilis est une espèce d'amphibiens de la famille des Arthroleptidae.

## Répartition
Cette espèce se rencontre jusqu'à 1 200 m d'altitude dans le Sud-Est du Nigeria, dans le Sud du Cameroun, en Guinée équatoriale, au Gabon, dans le Nord du Congo-Brazzaville, en Centrafrique, et dans le Nord-Ouest du Congo-Kinshasa,.

## Publication originale
- Boulenger, 1900 : A list of the batrachians and reptiles of the Gaboon (French Congo), with descriptions of new genera and species. Proceedings of the Zoological Society of London, vol. 1900, p. 433-456 (texte intégral).